# Liljanshofs IF
Liljanshofs IF var en idrottsförening från Stockholm grundad som SK Baltic 1920. Namnet Liljanshof togs 1927. Föreningen spelade ishockey i Stockholmsserien Klass II fr.o.m. 1929. Till säsongen 1931/32 avancerade man till Klass I och höll sig kvar i fem säsonger innan man flyttades ner till Klass II. 1941 vann man Klass II och kvalificerade sig därmed för Division II när divisionen grundades. Där blev man kvar i sju säsonger. Säsongen 1955/56 kom man sist i Division III Östsvenska Östra A, och följande år näst sist i Klass I Norra i Stockholms distrikt Efter det syns klubben aldrig mer ha deltagit i något seriespel i ishockey.